# Paritás (fizika)
A fizikában a paritásváltás az összes térbeli koordináta egyszerre történő előjelváltását jelenti, amit tértükrözésnek hívunk:
{\displaystyle P:{\begin{pmatrix}x\\y\\z\end{pmatrix}}\mapsto {\begin{pmatrix}-x\\-y\\-z\end{pmatrix}}}
P egy 3×3 mátrix reprezentációjának determinánsa -1 lenne, ezért nem redukálható egy forgatásra. A kétdimenziós síkon a paritásváltás ugyanaz, mint egy 180 fokos forgatás.

## A tükrözés csoportja
A paritás a Z2 Abel-csoportot alkotja a P2 = 1 összefüggés miatt. Egy Abel-csoportnak csak egydimenziós irreducibilis ábrázolásai vannak. A Z2 csoport esetén két ilyen van: az egyiknek páros a paritása (P φ = φ), a másiknak páratlan (P φ = –φ).
Forgatások hatására a klasszikus geometriai objektumok viselkedésük alapján osztályozhatók, vannak skalárok, vektorok és magasabbrendű tenzorok. Ha hozzáadjuk ehhez az osztályozáshoz a paritást, akkor beszélhetünk, pl.:
- skalárokról (P = 1) és pszeudoskalárokról (P = – 1) amik forgásinvariánsak
- vektorokról (P = – 1) és axiálvektorokról (ritkán pszeudovektorokról) (P = 1) amelyek forgatás hatására mind vektorként transzformálódnak.

## Klasszikus mechanika
Newton mozgásegyenlete F = ma két vektort tesz egyenlővé, ezért megőrzi a paritást. A gravitációs törvény szintén csak vektorokat tartalmaz, ezért az is invariáns. Az impulzusmomentum viszont axiálvektor.
L = r × p ,
P(L) = (–r) × (–p) = L.
A klasszikus elektrodinamikában a ρ töltéssűrűség skalár, az E elektromos térerősség és a j áramsűrűség vektor, de a H mágneses térerősség axiálvektor. A Maxwell-egyenletek viszont invariánsak, mert egy vektor rotációja axiálvektor, s ezzel egyenlő benne a mágneses térerősség.

## Kvantummechanika

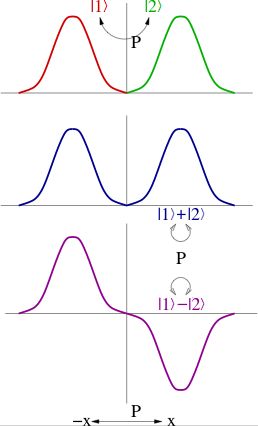

A kvantummechanikában a téridő transzformációk kvantumállapotokra hatnak. A tértükrözés P operátora unitér operátor, ami egy ψ állapotra a következőképpen hat: P ψ(r)  ∼  ψ(-r). Igaznak kell lennie, hogy: P2 ψ(r) = ei φ ψ(r), mivel egy általános fázis megfigyelhetetlen, hiszen az abszolútértéknégyzetnek van fizikai jelentése. A nemrelativisztikus kvantummechanikában választhatjuk φ=0-nak és ekkor P2=1, a sajátértékek tehát ±1.
A P2 operátor, ami kétszer megfordítja a tér paritását, a téridőt invariánsul hagyja és marad egy belső szabadság, ami elforgathatja a sajátállapotait egy ei φ fázissal. Ha P2 a folytonos fázisforgató U(1) szimmetriának egy ei Q eleme, akkor e-i Q/2 is eleme ennek az U(1)-nek és szintén szimmetria. Definiálhatjuk a következőt: P'=Pe-i Q/2, ami szintén szimmetria és hívhatjuk P'-t a mi paritásoperátorunknak P helyett. Megjegyezzük, hogy P'2=1 és így P' sajátértékei ±1.
Mindig vehetjük olyan állapotok lineáris kombinációját, amelyek páros (+1) vagy páratlan (-1) paritásúak, továbbra is határozott paritású állapotunk lesz. A sokrészecske állapot paritása az egyes állapotok paritásainak szorzata, más szavakkal a paritás multiplikatív kvantumszám.
A kvantummechanikában a Hamilton-függvény (vagy a vele ekvivalens leírásban a Lagrange-függvény) akkor invariáns a paritástranszformációval szemben, ha P felcserélhető vele.
A következők könnyen igazolhatók:
- Ha |A> és |B> ugyanolyan paritásúak, akkor <A| X |B> = 0 ahol X a hely operátora.
- Egy |L,m> állapotra, ahol L a pálya-impulzusmomentum és m a z-irányú vetülete: P |L,m> = (-1)L|L, m>.
- Ha [H,P] = 0, akkor az ellentétes paritású állapotok között nincs átmenet (ez a paritásmegmaradás).
- Ha [H,P] = 0, H nem degenerált sajátállapotai szintén sajátállapotai a paritásoperátornak is, azaz H egy nemdegenerált sajátállapota vagy invariáns P hatására, vagy előjelet vált.

H sajátállapotainak egy része változatlan (invariáns) marad, a többiek előjelet váltanak, amikor a Hamilton-függvény és a paritás operátora felcserélhetők egymással:
P Ψ = c Ψ,
ahol c egy konstans, P sajátértéke,
P P Ψ = P c Ψ,
Emlékezzünk, hogy P P = 1, ezért:
Ψ = P c Ψ = c P Ψ
Ψ = c c Ψ
Ez a sajátértékre a következő feltételt jelenti
c2 = 1
azaz c = ±1.
P Ψ = ±Ψ

## Kvantumtérelmélet
Ha meg tudjuk mutatni, hogy a vákuumállapot paritásinvariáns (P |0> = |0>),a Hamilton-függvény paritásinvariáns ([H,P] = 0) és a kvantálási feltételek változatlanok paritástranszformáció esetén, akkor minden állapotnak van határozott paritása, ami megmarad minden folyamat során.
A kvantum-elektrodinamika paritásinvarianciájához a hatás és a kvantálás invarianciáját kell megmutatnunk. Az egyszerűség kanonikus kvantálást használunk, a vákuumállapot ekkor automatikusan paritásinvariáns. A hatás invarianciája a Maxwell-egyenletekből következik. A kanonikus kvantálás invarianciája kidolgozható és kiderül, hogy az eltüntető operátor tulajdonságaitól függ:
P a(p,±) P+  = -a(-p,±)
ahol p egy foton impulzusa és ± a polarizációs állapotát jelzi. Ez azt jelenti, hogy a foton páratlan (-1) paritású. Hasonlóan minden vektorbozon páratlan belső paritású, és minden axiálvektor belső paritása páros.
Ezeket az érveket közvetlenül ki lehet terjeszteni skalárterek elméletére, ami azt mutatja, hogy a skalárok páros (+1) paritásúak, mivel:
P a(p) P+  = a(-p).
Ez igaz komplex skalár mezőkre is. A spinorok vizsgálatával megmutatható, hogy a fermionok és antifermionok egymással ellentétes belső paritásúak.

### A spinorok tükrözése
A spin nagysága és vetülete – mint általában az impulzusmomentumé – nem változik tükrözés hatására, ezért a spinorok – kétkomponensű, azaz Weyl-spinorok – legfeljebb egy számmal szorzódhatnak tükrözés hatására:
{\displaystyle \psi ^{\alpha }\rightarrow P\psi ^{\alpha }}
Kétszeri tükrözés a kezdeti helyzetbe viszi az állapotot, ezt azonban lehet 0°-os és 360°-os forgatásként is értelmezni. Tenzorok esetén ez ugyanazt jelenti, spinorokra azonban a két forgatás különböző, azokat csak 720°-os forgatás viszi ismét önmagukba, 360°-os forgatás esetén a -1-szeresükbe mennek át. Így a tükrözést két különböző módon lehet felfogni:
{\displaystyle P^{2}=1,\qquad P=\pm 1}
illetve:
{\displaystyle P^{2}=-1,\qquad P=\pm i}
Nagyon fontos, hogy minden spinorra ugyanazt a definíciót válasszuk, az alábbiakban mi a másodikat használjuk. Ugyanakkor az is látszik, hogy abszolút értelemben egy spinornak nem tulajdoníthatunk paritást, viszont két spinor relatív paritásának már van értelme, amit a belőlük összeállított {\displaystyle \psi ^{\alpha }\phi _{\alpha }} skalár paritásaként definiálunk, erre ugyanis a fenti bizonytalanság kiesik.
Nézzük meg a négydimenziós spinorok (Dirac-spinorok, "relativisztikus" spinorok) esetét. L legyen a V sebességű rendszerbe, L' pedig a -V sebességű rendszerbe átvivő Lorentz-transzformáció. Ekkor a P paritásoperátorra teljesül, hogy PL=L'P, P tehát nem lehet az egységmátrixszal arányos (azaz felcserélhető L-lel és L'-vel), mert L és L' nem csak egy szorzószámban különböznek, azaz a négyespinorok sem csak egy számmal szorzódnak tükrözés során. A négyesspinorok felső ("pontozatlan") komponensei az alsó ("pontozott") komponensekbe mennek és megfordítva:
{\displaystyle \xi ^{\alpha }\rightarrow \eta _{\dot {\alpha }},\qquad \eta _{\dot {\alpha }}\rightarrow \xi ^{\alpha }}
a kovariáns ill. kontravariáns megfelelőkre pedig:
{\displaystyle \xi _{\alpha }\rightarrow -\eta ^{\dot {\alpha }},\qquad \eta ^{\dot {\alpha }}\rightarrow -\xi _{\alpha }}
a paritás másik értelmezése estén ugyanezen kifejezések jobb oldalán egy i szorzótényező is fellép:
{\displaystyle \xi ^{\alpha }\rightarrow i\eta _{\dot {\alpha }},\qquad \eta _{\dot {\alpha }}\rightarrow i\xi ^{\alpha }}
{\displaystyle \xi _{\alpha }\rightarrow -i\eta ^{\dot {\alpha }},\qquad \eta ^{\dot {\alpha }}\rightarrow -i\xi _{\alpha }}
a továbbiakban ezt a második definíciót használjuk. A két definíció különbségének akkor van lényeges fizikai különbsége, ha léteznek olyan valódi semleges fermionok, amik saját antirészecskéi is egyben (Majorana-neutrínók).
A {\displaystyle (\xi ^{\alpha },\eta _{\dot {\alpha }})} páros együtt alkotja a négyesspinort vagy bispinort, ami egy fermiont ír le. Két bispinor skalárszorzatát kétféleképpen is felírhatjuk (kétféle előjellel):
{\displaystyle \xi ^{\alpha }\Xi _{\alpha }\pm \eta _{\dot {\alpha }}\mathrm {H} ^{\dot {\alpha }}}
Pozitív előjellel a kifejezés önmagába, negatívval a -1-szeresébe megy át. Az első skalár, a második pszeudoskalár. Másodrendű bispinort is kétféleképpen lehet definiálni:
{\displaystyle \zeta ^{\alpha {\dot {\beta }}}\sim \xi ^{\alpha }\mathrm {H} ^{\dot {\beta }}\pm \Xi ^{\alpha }\eta ^{\dot {\beta }}}
Tükrözés hatására pedig:
{\displaystyle \zeta ^{\alpha {\dot {\beta }}}\rightarrow \pm \zeta _{\alpha {\dot {\beta }}}}
A pozitív előjelű eset ekvivalens egy vektorral, a negatív előjelű pedig egy axiálvektorral.
Fermion és antifermionja esetén megmutatható, hogy a fentebbi bármelyik paritásdefiníció (P²=1 vagy P²=-1) esetén a pár relatív paritása -1, azaz a pionok belső paritása (kvark-antikvark pár, 0 relatív pálya-impulzusmomentummal) -1.

## Összetett részecskék paritása
Egyszerűség kedvéért foglalkozzunk kétrészecske-rendszerekkel. Az eredmény azután értelemszerűen általánosítható. A teljes paritás a két részecske sajátparitásának és a hullámfüggvény relatív térbeli mozgásból adódó része paritásának szorzata. Ha a relatív pálya-impulzusmomentum L, akkor ennek járuléka a paritáshoz (-1)L. A térbeli hullámfüggvény ugyanis gömbfüggvényekkel írható le, s ezeken az illető szimmetria könnyen látszik.
Fermionok esetén a sajátparitás nem jól definiált, viszont egy fermion-antifermion rendszer relatív belső paritása -1. Ezért egy fermion-antifermion rendszer teljes paritása (-1)L+1, egy kétbozon-rendszeré pedig P1P2(-1)L, ahol Pi(i=1,2) a két bozon belső paritása.

## Paritássértés
A paritás nem szimmetriája az univerzumnak. Bár megmarad az elektromágneses kölcsönhatásban, az erős kölcsönhatásban és a gravitációban, a gyenge kölcsönhatásban sérül. A standard modell a paritássértést királis mértékkölcsönhatásként tartalmazza. Csak a balkezes részecskék és a jobbkezes antirészecskék vesznek részt a gyenge kölcsönhatásban.
A paritássértés felfedezésének érdekes története van. Számos esetben javasolták, hogy a paritás talán sérül, de meggyőző bizonyíték hiányában ezt nem vették komolyan. Egy gondos elméleti áttekintés, amit Tsung Dao Lee és Jang Csen-ning végzett el, azután megmutatta, hogy a paritásmegmaradást igazolták erős és elektromágneses folyamatokban, de gyenge kölcsönhatás esetére ilyen teszteket még nem csináltak. Javasoltak számos lehetséges tesztet. Az egyik ilyen kísérletet Telegdi Bálint végezte el Jerome Friedmannal. Emellett E. Ambler és Chien-Shiung Wut végzett el egy másik kísérletet. Speciális hűtőberendezésre és szakértőkre volt szükségük, ezért a National Bureau of Standardsben csinálták meg a kísérletet.
1956-1957-ben E. Ambler, R. W. Hayward, D. D. Hoppes, R. P. Hudson és Wu világos jelét látta a paritássértésnek a kobalt-60 β-bomlása esetén. Ahogy a kísérlet lezajlott, és az ellenőrzés még tartott, Wu informálta kollégáit a Columbián az eredményről. Hárman közülük, R. L. Garwin (magyarországi származású, az ötlet tőle ered), Leon Lederman és R. Weinrih módosítottak egy futó ciklotronkísérletet, és azonnal igazolták a paritássértést. Késleltették a publikációt, amíg Wu csoportja kész nem lett, és a két publikáció közvetlenül egymás után jelent meg.
Ezután észrevették, hogy egy 1928-as kísérlet történetesen mutatta a paritássértést a gyenge kölcsönhatásban, de mivel az alkalmas fogalmakat még nem alkották meg addigra, ennek nem volt hatása. A paritássértés felfedezése azonnal megmagyarázta a töltött kaonok τ–Θ-problémáját.